# Ngũgĩ wa Thiong'o
Ngũgĩ wa Thiong’o, doopnaam James Ngugi, (Kamiriithu, 5 januari 1938 – Buford (Georgia), 28 mei 2025) was een  Keniaans schrijver en postkoloniaal denker. Hij geldt als een van de belangrijkste Afrikaanse schrijvers en werd regelmatig genoemd als kandidaat voor de Nobelprijs voor Literatuur.

## Jeugd en opleiding
Ngũgĩ wa Thiong’o had geen onbezorgde jeugd. Hij groeide op tijdens de Mau Mau-opstand, die een groot effect op zijn familie had: zijn moeder werd gemarteld en zijn stiefbroer Gitogo stierf tijdens de opstand. James bezocht de Engelstalige Alliance High School in de plaats Kikuyu en ging daarna studeren aan de Universiteit van Makerere in het naburige Oeganda, waar hij in 1962 afstudeerde. In hetzelfde jaar publiceerde hij een toneelstuk. Daarna studeerde hij aan de Universiteit van Leeds. Tijdens zijn verblijf in Engeland schreef hij zijn eerste roman Weep not, child, die na publicatie in 1964 direct zeer succesvol was.

## Werk
Ngũgĩ is een veelzijdig schrijver. Hij schreef onder meer romans, gedichten, toneelstukken, kinderboeken en enkele spraakmakende essays (non-fictie). 
Zijn meest bekende romans zijn A Grain of Wheat (1967) en Petals of Blood (1977), beide ook vertaald in het Nederlands. In 2006 publiceerde Ngũgĩ voor het eerst in bijna twintig jaar weer een nieuwe roman: Wizard of the Crow, geschreven in het Gikuyu en daarna door hem zelf in het Engels vertaald.

## Uitgesproken opvattingen: gevangenschap en emigratie
Ngũgĩ stak zijn mening nooit onder stoelen of banken. Zowel in zijn boeken als in het publieke debat nam hij stelling tegen onrecht en verkeerd gebruikte macht. Zijn toneelstuk Ngaahika Ndeenda maakte hem onbemind bij de machthebbers in Kenia (Jomo Kenyatta). Ngũgĩ werd ontslagen van de universiteit van Nairobi, waar hij les gaf, en zonder proces vastgezet in de Kamithi-gevangenis in Nairobi. Zijn romans en toneelstukken werden verboden. Amnesty International spande zich in voor zijn vrijlating.  In zijn moedertaal Gikuyu schreef hij Caitaani mũtharaba-Inĩ (Devil on the Cross) - in gevangenschap op toiletpapier.
Begin jaren tachtig kreeg Ngũgĩ in Engeland politiek asiel. Als hoogleraar was hij daarna aan verschillende Amerikaanse universiteiten verbonden. In 1986 bracht Ngũgĩ een invloedrijke bundeling uit van vier essays onder de titel Decolonising the Mind: the Politics of Language in African Literature (Uitg. Heinemann Educational). Het boek, dat een linguïstische dekolonisatie bepleit, is een van zijn meest geciteerde non-fictiepublicaties. Ngũgĩ beschrijft hierin de constructieve rol van taal in de nationale cultuur, geschiedenis en identiteit. De taal speelt een belangrijke rol zowel in het bestrijden als in het in stand houden van imperialisme en neokoloniale omstandigheden in Afrikaanse landen. De vier essays zijn getiteld "De taal van de Afrikaanse literatuur", "De taal van het Afrikaanse theater", "De taal van de Afrikaanse fictie" en "De zoektocht naar relevantie". Het boek bood een Afrikaans perspectief op het voortdurende debat over de bestemming van Afrika. Zelf beschreef hij het werk als 'een samenvatting van enkele van de kwesties waarin ik de laatste twintig jaar van mijn praktijk hartstochtelijk betrokken ben geweest in fictie, theater, kritiek en in het onderwijzen van literatuur'. Daarnaast noemde Ngũgĩs dit boek zijn 'afscheid van het Engels'. 
Nadat president Mwai Kibaki was aangetreden, kon Ngũgĩ weer terugkeren naar zijn geboorteland. In augustus 2004 werden Ngũgĩ en zijn vrouw, op hun derde dag in Nairobi, overvallen in hun appartement. Ze keerden daarop toch weer terug naar de Verenigde Staten.
Ngũgĩ wa Thiong'o overleed op 28 mei 2025 op 87-jarige leeftijd.

## Boeken in Nederlandse vertaling
- Ngũgĩ wa Thiong'o: Bloesems van bloed.  [Vertaling door Annelies & Karel Roskam & nawoord door Jan Kees van de Werk]. Haarlem, In de Knipscheer, 1988. ISBN  90-6265-236-0
- Ngũgĩ wa Thiong'o: Slechts een korrel graan  [Vertaling door Lieke Frese; nawoord door Jan Kees van de Werk]. Maasbree, Zelen, 1979. ISBN 90-6280-573-6. 2e druk, 1992: Amsterdam, In de Knipscheer, 1992. ISBN 90-6265-364-2
- Ngũgĩ wa Thiong'o: De geboorte van een dromenwever. [Vertaling door Susan Ridder]. Amsterdam, AUP, 2017. ISBN 978-94-6298-707-4